# Blida

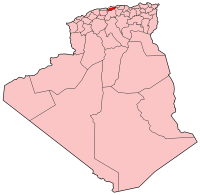
Blida

Blida, em árabe: البليدة, significando "pequena cidade", é uma comuna argelina, capital da província homônima. Seu antigo nome era Ourida, ou "a pequena rosa". Localiza-se ao norte da Argélia, próxima à Argel.
Historicamente a wilaya sempre foi um local de descanso para os turcos soberanos de Argel, durante a conquista do país pelos turcos otomanos. 
Blida sempre foi uma sub-prefeitura da wilaya de Argel, mas esse status mudou a partir de 1974. Possui cerca de 170 mil habitantes. 
Blida é uma das wilayas mais ricas e dinâmicas do país, sendo um importante pólo agrícola, comercial e industrial. É uma grande produtora de laranjas, e foi aí que nasceu a Orangina, um famoso refrigerante à base desta fruta e exportado para diversos países.